# Алькасаба Альмерії
Алькасаба Альмерії (ісп. Alcazaba de Almería) — укріплений комплекс споруд в Альмерії, південна Іспанія. Слово alcazaba походить від арабського al-qasbah, що означає місто, укріплене мурами.

## Історія
У 995 Альмерія отримала міське право medina від кордовського каліфа Абд Ар-Рахмана III, в цей період почалось спорудження оборонної цитаделі, яка розташована у верхньому районі міста. В алькасабі знаходилось місцеве самоврядування, яке керувало містом та прилеглим морем. До фортеці входили не тільки мури та вежі, а крім того також і площі, будинки та мечеть.

## Галерея

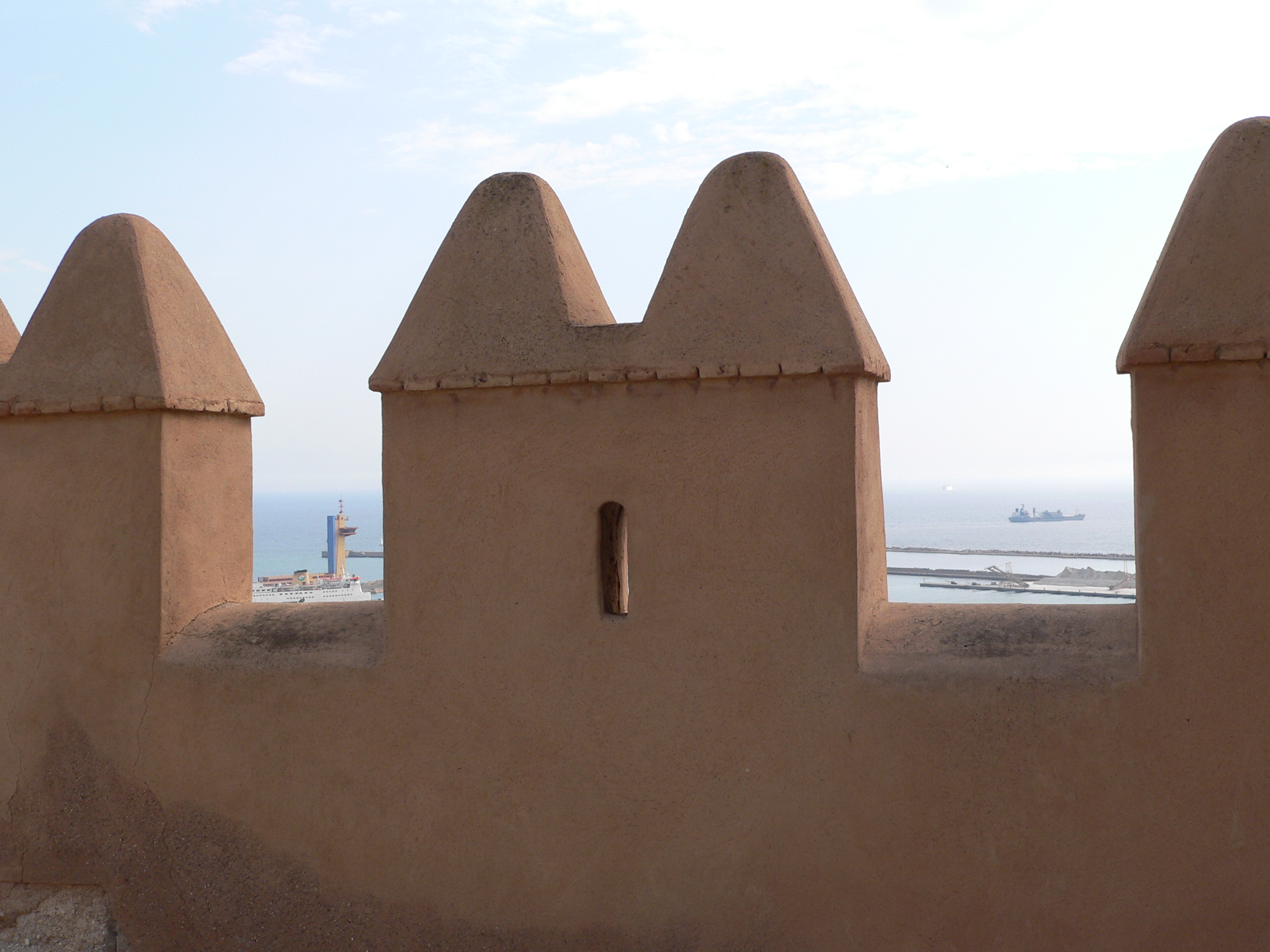
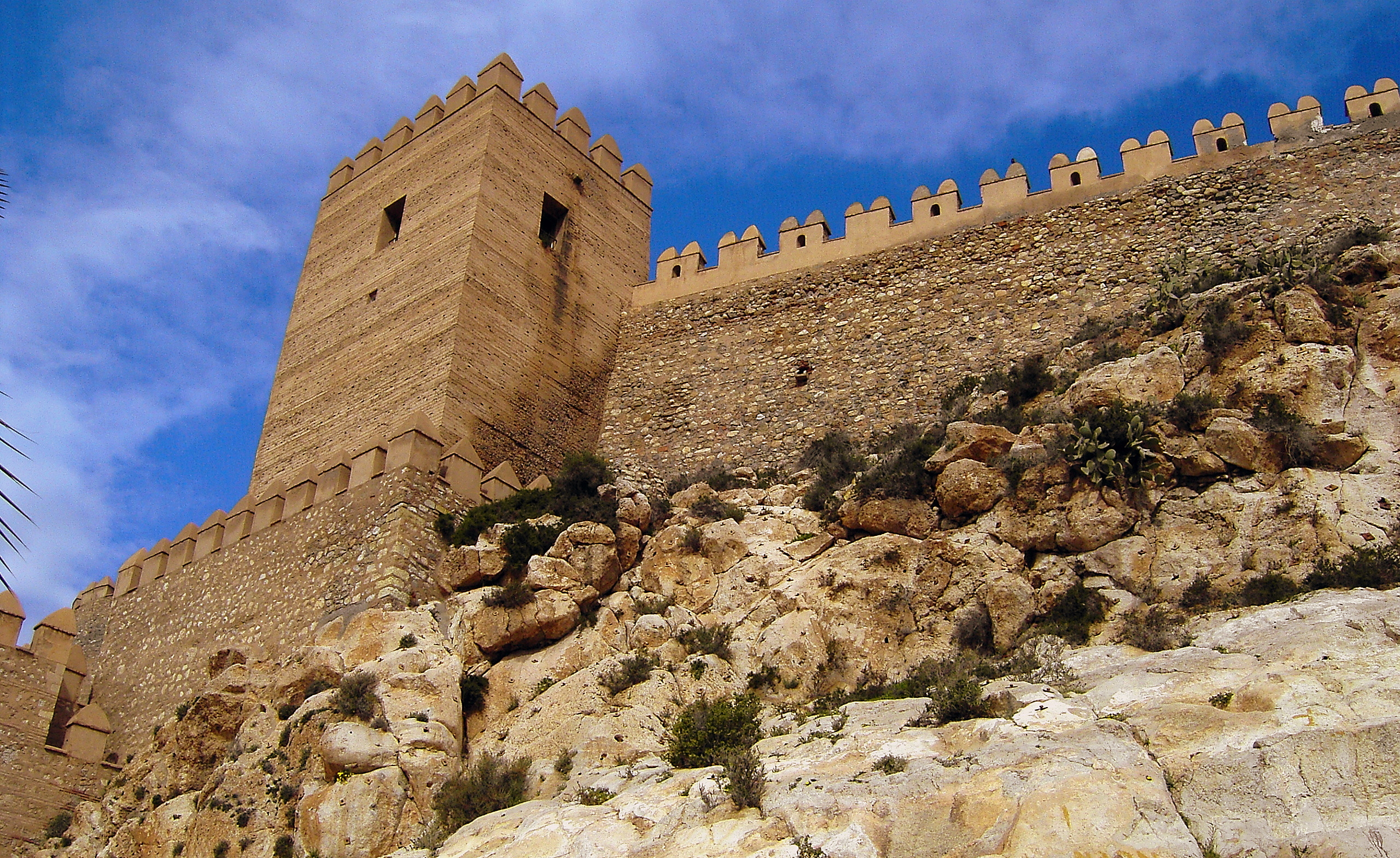
Стіни з захисними баштами
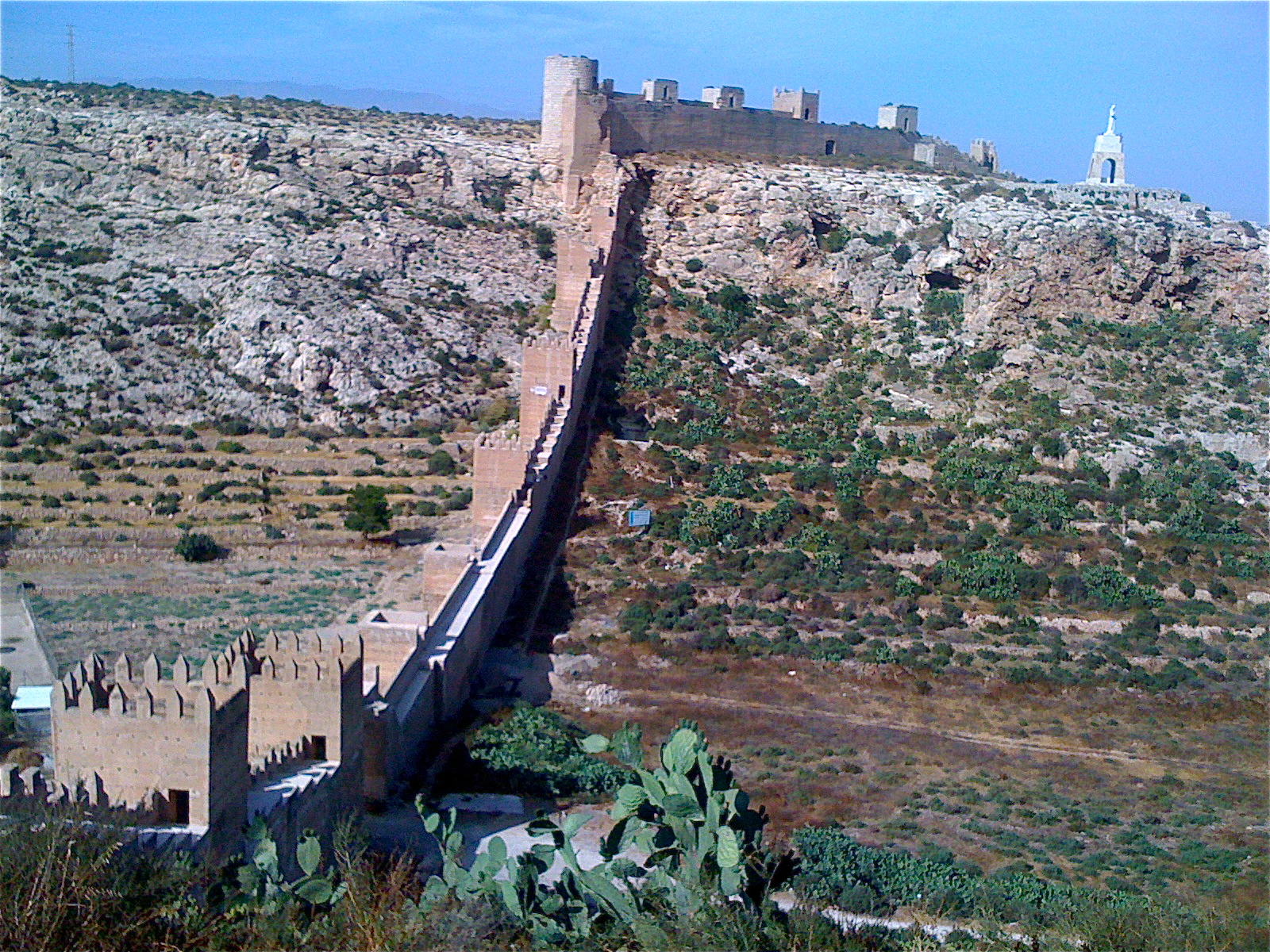
Стіни
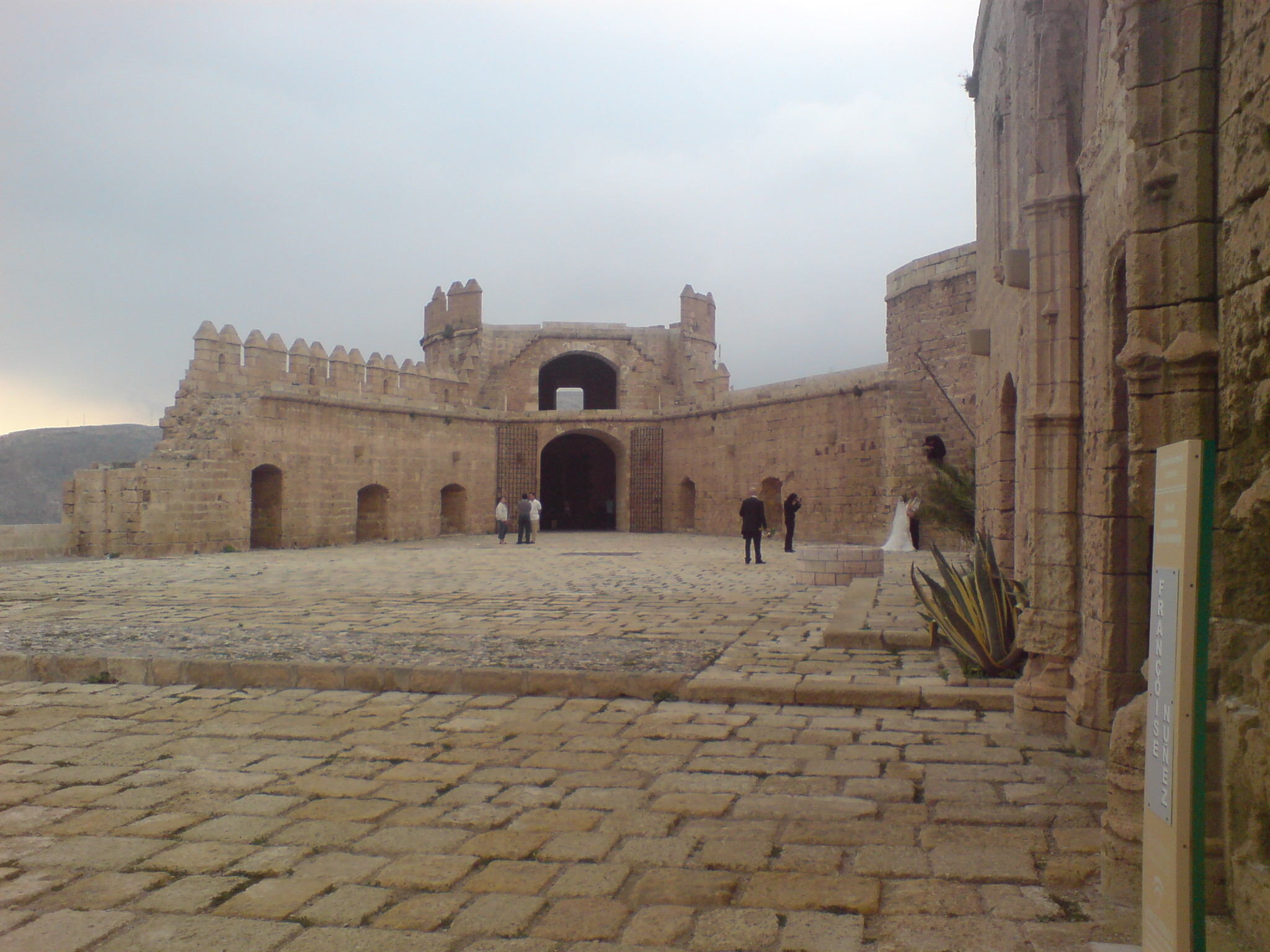
Внутрішній двір
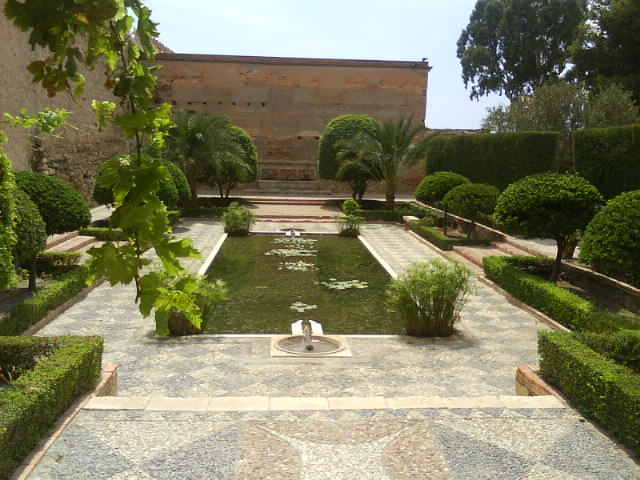
Сади
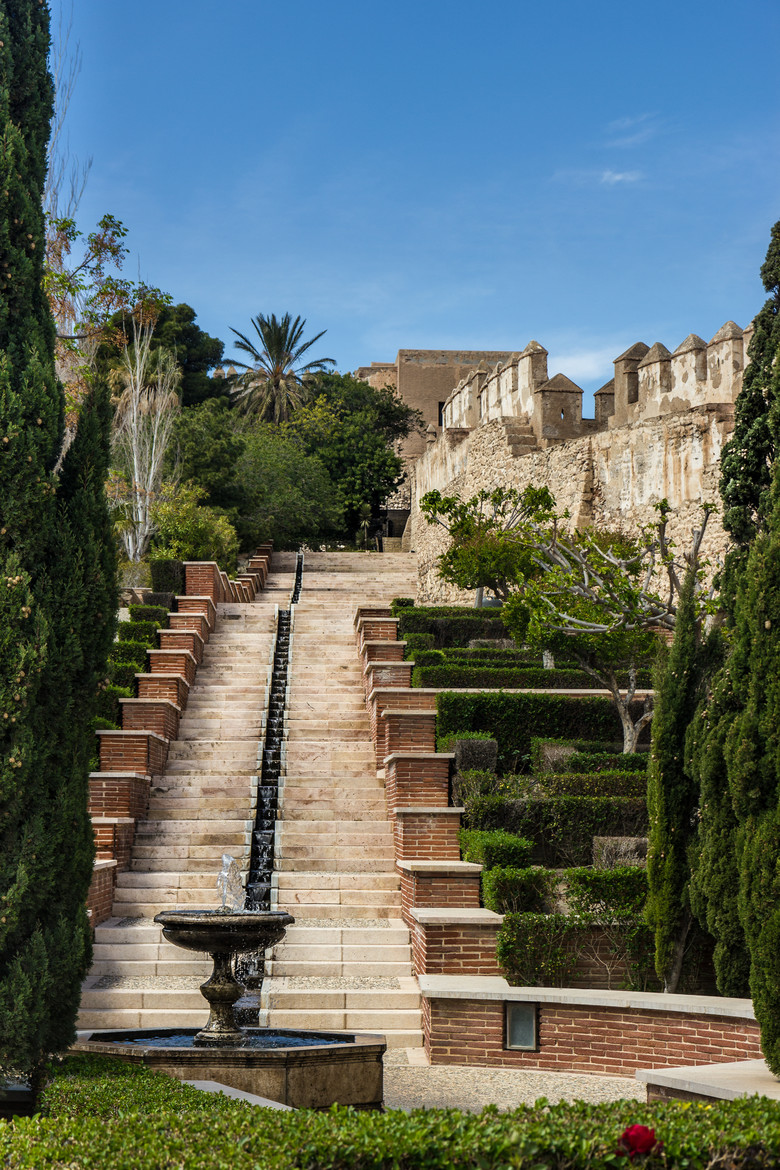
Сади